# Adhesión de Macedonia del Norte a la Unión Europea
La adhesión de Macedonia del Norte a la Unión Europea ha estado en la agenda para la futura ampliación de la UE desde 2005, cuando se convirtió en candidato a la adhesión. La República de Macedonia presentó su solicitud de ingreso en 2004, trece años después de su independencia de Yugoslavia.
El uso del nombre de país "Macedonia" fue objeto de una disputa con la vecina Grecia entre 1991 y 2019, lo que resultó en un veto griego contra las conversaciones de adhesión a la UE y la OTAN, que duraron de 2008 a 2019. Después de que se resolvió el problema, la UE dio su aprobación formal para iniciar conversaciones de adhesión con Macedonia del Norte y Albania en marzo de 2020.
Sin embargo, en noviembre de 2020, Bulgaria bloqueó efectivamente el inicio oficial de las Negociaciones de Adhesión a la UE de Macedonia del Norte por lo que percibe como un progreso lento en la implementación del Tratado de Amistad de 2017 entre los dos países, el discurso de odio tolerado o apoyado por el estado y reclamos minoritarios hacia Bulgaria.
El 24 de junio de 2022, el parlamento de Bulgaria aprobó levantar el veto del país sobre la apertura de conversaciones de adhesión a la UE con Macedonia del Norte. El 16 de julio de 2022, la Asamblea de Macedonia del Norte también aprobó la propuesta francesa revisada, lo que permitió que comenzaran las negociaciones de adhesión. El inicio de las negociaciones se lanzó oficialmente el 19 de julio de 2022.
Macedonia del Norte es uno de los ocho países candidatos a la UE, junto con Albania, Bosnia y Herzegovina, Moldavia, Montenegro, Serbia, Turquía y Ucrania.

## Antecedentes
Agencia Europea de Reconstrucción
La Agencia Europea de Reconstrucción (AER) fue creada en 1999 con el fin de establecer un marco jurídico unificado para la ayuda a Macedonia del Norte —hasta 2019, reconocida por la UE como Antigua República Yugoslava de Macedonia (ARYM)— y los demás estados de los Balcanes.
La AER es un organismo independiente de la Unión Europea (UE), que rinde cuentas de su gestión al Consejo Europeo y al Parlamento Europeo y es responsable de la gestión de los principales programas de asistencia de la UE en Macedonia del Norte.
Los programas financiados por la UE tienen como objetivos: 
- Contribuir al buen gobierno, la construcción de las instituciones y el estado de derecho.
- Seguir apoyando el desarrollo de una economía de mercado y continuar invirtiendo en la infraestructura física imprescindible y en medidas medioambientales.
- Apoyar el desarrollo social y el fortalecimiento de la sociedad civil.

Además la UE colabora en materia presupuestaria, de aduanas y de planificación fiscal, el apoyo a programas de intercambio educativo, así como las contribuciones bilaterales efectuadas por los Estados miembros de la UE.
Dichas formas de asistencia son independientes de las contribuciones bilaterales hechas por los Estados miembros de la UE.
La Agencia gestiona la mayoría de los fondos comunitarios del programa de Asistencia a la reconstrucción, el desarrollo y la estabilización (CARDS), que a su vez forma parte de las medidas tomadas por la UE en el Proceso de Estabilización y Asociación (PEA). 
El PEA ofrece un régimen comercial preferente en virtud del cual la mayoría de los productos macedonios pueden entrar en la Unión sin aranceles, así como un paquete considerable de ayuda al desarrollo.
La UE intenta desarrollar corredores de circulación para favorecer la libre circulación entre sus Estados miembros. Dos de estos corredores pasan por Macedonia del Norte.
Cooperación militar y policial
La operación Concordia en Macedonia del Norte desarrollada en 2003 fue la primera operación militar realizada por la UE. Tras el final de esta operación, las autoridades macedonias solicitaron a la UE la puesta en marcha de una operación policial denominada Próxima, que tiene por orden asegurar una misión de consejo en favor del desarrollo de servicios de policía profesionales en Macedonia del Norte, bajo las normas europeas.
Francia había contribuido sustancialmente en la operación Concordia y ahora proporciona un contingente de policías y gendarmes en el marco de la operación Próxima.

## Proceso de adhesión

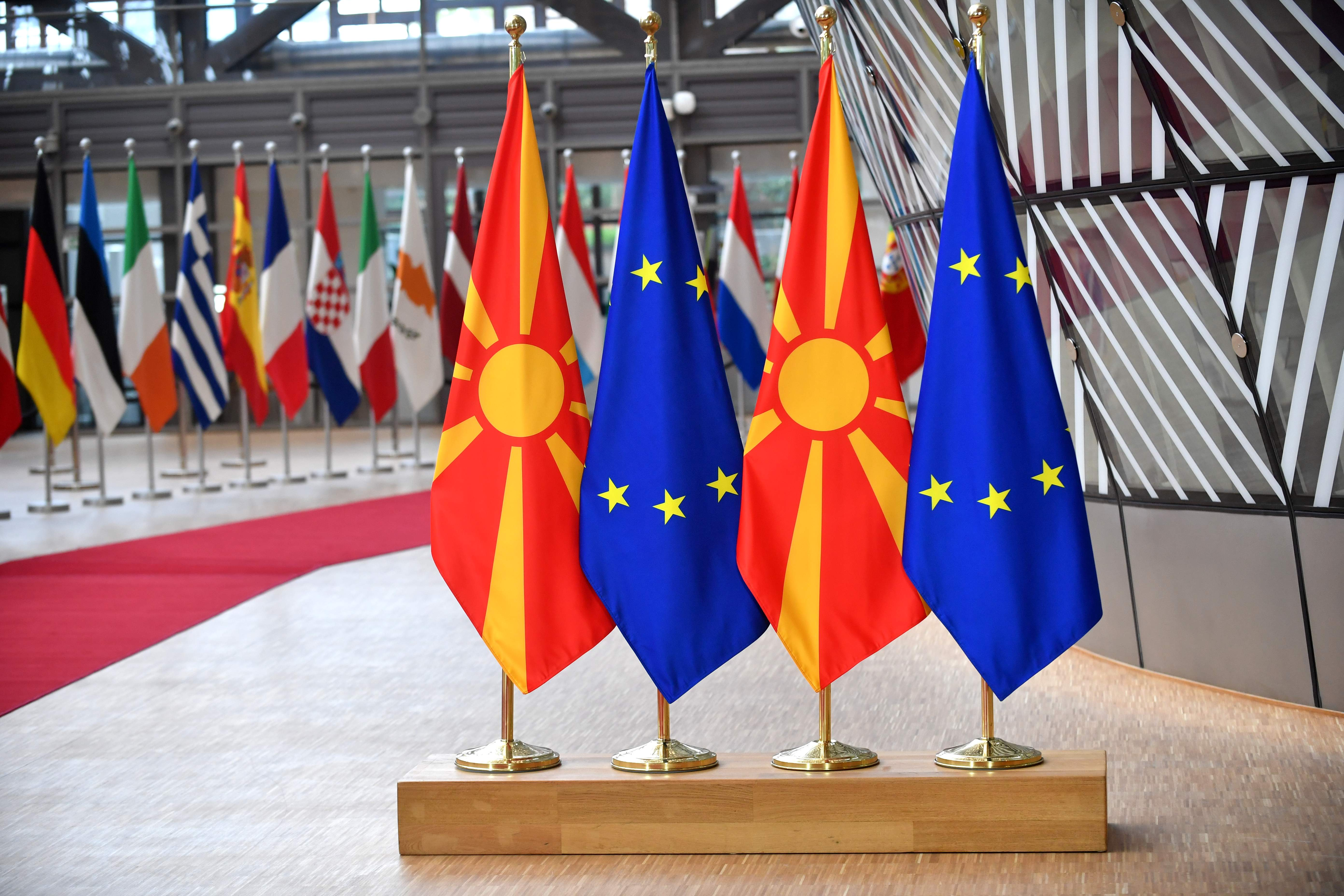
Las banderas de la Unión Europea y Macedonia del Norte en el Edificio Europa durante una cumbre bilateral en 2022.

La República de Macedonia del Norte obtuvo en diciembre de 2005 el estatus de candidato oficial a la adhesión como miembro de la UE tras haberlo solicitado formalmente en enero de 2004.

### Disputas con Grecia
Un obstáculo importante para el proceso de adhesión fue la objeción no resuelta de la República por parte de Grecia sobre su nombre, ya que Grecia argumentó que implicaba ambiciones territoriales hacia la propia provincia norteña de Grecia, Macedonia. Si bien el país prefirió ser llamado por su nombre constitucional, República de Macedonia, la Unión Europea, en reconocimiento de las preocupaciones planteadas por Grecia, mantuvo la práctica de reconocerlo solo como la "antigua República Yugoslava de Macedonia", un compromiso de "provisional referencia" introducida por las Naciones Unidas en 1993. Grecia, como cualquier otro país de la UE, tiene poder de veto contra nuevas adhesiones y bloqueó la adhesión de Macedonia debido a la disputa por el nombre.
El 12 de junio de 2018, se llegó a un acuerdo entre el primer ministro griego, Alexis Tsipras, y su homólogo macedonio, Zoran Zaev, conocido como el acuerdo Prespa, en virtud del cual el país pasaría a llamarse "República de Macedonia del Norte". Como parte de este acuerdo, Grecia retiró explícitamente su oposición anterior, lo que permitió a la UE aprobar el 26 de junio de 2018 una vía para iniciar las negociaciones de adhesión.

### Disputas con Bulgaria
Aunque Bulgaria fue el primer país en reconocer la independencia de la entonces República de Macedonia, la mayoría de sus académicos, así como el público en general, no reconocen que el idioma macedonio y la nación formada tras el fin de la Segunda Guerra Mundial estén separados del búlgaro propiamente dicho. Como parte de los esfuerzos por encontrar una solución a la disputa del nombre de Macedonia con Grecia, la constitución macedonia se modificó dos veces (en 1995 y luego nuevamente en 2018) para excluir formalmente cualquier posible aspiración territorial hacia los países vecinos.
Algunos políticos macedonios consideran que el territorio búlgaro es parte de una gran Macedonia, afirmando que la mayoría de la población allí son macedonios étnicos oprimidos. Macedonia y Bulgaria firmaron un tratado de amistad para mejorar sus complicadas relaciones en agosto de 2017. En 2018 se formó una comisión conjunta sobre cuestiones históricas y educativas para que sirviera como foro donde se pudieran plantear y discutir cuestiones históricas y educativas controvertidas.
En octubre de 2019, Bulgaria estableció una "Posición neutral" advirtiendo que bloquearía el proceso de adhesión a menos que Macedonia del Norte cumpliera con las demandas con respecto a la ideología antibúlgara en el país, y, en última instancia, sobre un "proceso de construcción nacional en curso", basado en el negacionismo histórico de la identidad, la cultura y el legado búlgaros en la región más amplia de Macedonia.
Los políticos búlgaros afirman que Macedonia del Norte sigue siendo el único país de la OTAN, que es candidato a la UE, cuya política se basa en dogmas lingüísticos e históricos comunistas aceptados por la ASNOM. Con respecto al idioma macedonio, Bulgaria aconseja a la UE que evite utilizar el término "idioma macedonio" durante las negociaciones de adhesión y, en su lugar, utilice el término "idioma oficial de la República de Macedonia del Norte", reafirmando que no reconoce el idioma como separado del búlgaro. En Macedonia del Norte, esto se percibe ampliamente como un ataque directo a su identidad e idioma nacionales.
En septiembre de 2020, Bulgaria envió un memorando explicativo al Consejo de la Unión Europea que contiene su posición marco sobre la adhesión de Macedonia del Norte. El 17 de noviembre de 2020, Bulgaria se negó a aprobar el marco de negociación de la Unión Europea para Macedonia del Norte, bloqueando efectivamente el inicio oficial de las conversaciones de adhesión con este país debido al lento progreso en la implementación del Tratado de Amistad de 2017 entre los dos países.
El veto recibió la condena de algunos intelectuales y las críticas de los observadores internacionales. Una encuesta realizada en noviembre de 2020 por Alpha Research a 803 personas de Bulgaria encontró que el 83,8 % de los búlgaros estaban en contra de la adhesión de Macedonia del Norte a la UE hasta que se resuelva la disputa histórica, solo el 10,2 % de los búlgaros apoyaban la adhesión.
En junio de 2022, al final de la presidencia francesa del Consejo de la Unión Europea (enero-junio), el presidente Emmanuel Macron presentó una propuesta urgente para resolver la disputa entre los dos países. La propuesta provocó una crisis política en Bulgaria. El 8 de junio, Slavi Trifonov retiró a su partido de la coalición gobernante de Bulgaria, citando la cuestión de Macedonia del Norte. Esto enfrentó críticas del presidente Rumen Radev, quien dijo que la propuesta era relativamente buena. Sin embargo, el gobierno abdicó de su responsabilidad y la delegó por completo en el parlamento. Como resultado, el 22 de junio, el gobierno búlgaro se enfrentó a una moción de censura, resultando perdedor. Sin embargo, el 24 de junio, luego de acaloradas discusiones, el parlamento aprobó levantar el veto. El presidente Macron afirmó que los líderes europeos habían presionado a Bulgaria para que acepte este acuerdo. El 25 de junio, el Ministerio de Relaciones Exteriores en Sofía declaró en un punto de vista que la velocidad con la que Macedonia del Norte se acercaría a la membresía de la UE ya dependía de sí misma.

## Estrategia para los Balcanes Occidentales
La Estrategia para los Balcanes Occidentales (también conocida como "Una perspectiva de ampliación creíble y un mayor compromiso de la Unión Europea con los Balcanes Occidentales") es una política seguida por la Unión Europea con sus socios y candidatos a la adhesión en la región occidental de la Península Balcánica. Anunciada por el presidente de la Comisión Europea, Jean-Claude Juncker, en su discurso sobre el estado de la Unión de 2017, esta política reúne los objetivos de la estrategia global para la Política Común de Seguridad y Defensa de la Unión Europea (PCSD) y la política de ampliación específica para los Estados de esta región.
El subgrupo regional de los Balcanes Occidentales está compuesto por cinco de los nueve estados candidatos (Albania, Bosnia y Herzegovina, Macedonia del Norte, Montenegro y Serbia) y Kosovo, que solo tiene el estatus de candidato potencial. Cada uno de estos estados ha firmado un Acuerdo de estabilización y asociación con la UE para facilitar su aproximación a las normas de la UE (criterios de Copenhague y eventual acervo comunitario).
Por los efectos derivados de la guerra ruso-ucraniana, los Balcanes Occidentales han adquirido mayor importancia geopolítica. Así, desde 2022 ha habido un replanteamiento de la relación bilateral y las instituciones europeas ha manifestado un interés por estabilizar la región y evitar conflictos que obliguen a desviar el foco de su respuesta a la invasión rusa de Ucrania. En consecuencia, la percepción de Rusia como un agresor ha ejercido de catalizador para reestructurar la política de ampliación de la UE. Este impulso ha implicado un cambio de paradigma respecto al rumbo tomado en 2014 cuando la Comisión Europea oficializó la parálisis de los procesos de adhesión en un momento de creciente contestación del relato europeo que fue conocido como la «fatiga europea». No obstante, la asertividad de la Comisión ha cambiado desde el final del mandato de Juncker y, sobre todo, a partir del mandato de Ursula von der Leyen.
Sin embargo, varios gobiernos de la UE —incluyendo el Eje Alemania-Francia— han considerado que la entrada de nuevos socios hace necesaria una reforma de la UE, y han expresado su preocupación, no solo sobre cómo proceder para garantizar la adhesión de nuevos Estados miembros sin que las instituciones pierdan eficacia, sino también por los insuficientes avances en las reformas de los candidatos. Y es que durante una década estas candidaturas —en diferentes fases de proceso— estuvieron marcadas por el inmovilismo y los vetos de los gobiernos de los Estados miembros, lo que incrementó el escepticismo en torno a una ampliación hacia la región.
Antes de finalizar el proceso de ampliación existen aspectos decisivos que tratar como la repartición del poder político derivado del aumento demográfico de la UE, cómo redistribuir los fondos de cohesión o cómo lograr consensos y unidad de acción cuando los Estados miembros superen la treintena, habida cuenta de los problemas existentes para alcanzar la unanimidad, sobre todo en materias como la fiscalidad o la PCSD. El sistema de mayoría cualificada en la Unión Europea que rige las votaciones en el Consejo de ministros requiere los votos del 55 % de los Estados miembros que representen a una mayoría del 65 % de la población de la Unión.

## Acuerdo de estabilización y asociación
Los acuerdos de estabilización y asociación forman parte del Proceso de Estabilización y Asociación de la UE (PEA) y de la Política Europea de Vecindad (PEV). En la actualidad, los países y territorios de los Balcanes Occidentales son el foco del PEA. Se han implementado en específico Acuerdos de Estabilización y Asociación (AEA) con varios países y territorios balcánicos que incluyen explícitamente disposiciones para la futura adhesión a la UE del país involucrado. Los AEA son similares en principio a los Acuerdos Europeos firmados con los países de Europa Central y Oriental en la década de 1990 y al Acuerdo de Asociación con Turquía.
Los Acuerdos de Estabilización y Asociación se basan principalmente en el acervo comunitario de la UE y se basan en su promulgación en la legislación de los estados y territorios cooperantes. La profundidad de la armonización de políticas que esperan los Acuerdos de Estabilización y Asociación es menor que para los Estados miembros de la UE; algunas áreas de política en el Acervo pueden no estar cubiertas por un Acuerdos de Estabilización y Asociación determinado.
Las relaciones de la UE con los estados y territorios de los Balcanes Occidentales pasaron de las "Relaciones Externas" al segmento de políticas de "Ampliación" en 2005. Desde 2015, Albania, Macedonia del Norte, Montenegro y Serbia son reconocidos oficialmente como candidatos para la membresía. Bosnia y Herzegovina y Kosovo no son reconocidos como países candidatos, sino como posibles candidatos.

## Proceso de negociación
| Acervo comunitario                                                  | CE Evaluación al inicio               | Proceso iniciado | Proceso completado | Capítulos abiertos | Capítulos cerrados |
| ------------------------------------------------------------------- | ------------------------------------- | ---------------- | ------------------ | ------------------ | ------------------ |
| 1. Libre Movimiento de Bienes                                       | Muy difícil de adoptar                | –                | –                  | –                  | –                  |
| 2. Libertad de Movimiento para Trabajadores                         | Esfuerzos adicionales necesarios      | –                | –                  | –                  | –                  |
| 3. Derecho de Establecimiento y Libertad para Administrar Servicios | Esfuerzos adicionales necesarios      | –                | –                  | –                  | –                  |
| 4. Libre Movimiento de Capital                                      | Esfuerzos adicionales necesarios      | –                | –                  | –                  | –                  |
| 5. Contratación Pública                                             | Considerables esfuerzos necesarios    | –                | –                  | –                  | –                  |
| 6. Ley de Empresa                                                   | Considerables esfuerzos necesarios    | –                | –                  | –                  | –                  |
| 7. Ley de Propiedad Intelectual                                     | Muy difícil de adoptar                | –                | –                  | –                  | –                  |
| 8. Política de Competencia                                          | Muy difícil de adoptar                | –                | –                  | –                  | –                  |
| 9. Servicios Financieros                                            | Esfuerzos adicionales necesarios      | –                | –                  | –                  | –                  |
| 10. Sociedad y Medios de Información                                | Considerables esfuerzos necesarios    | –                | –                  | –                  | –                  |
| 11. Agricultura y Desarrollo Rural                                  | Considerables esfuerzos necesarios    | –                | –                  | –                  | –                  |
| 12. Seguridad Alimentaria, Veterinaria y Política Fitosanitaria     | Considerables esfuerzos necesarios    | –                | –                  | –                  | –                  |
| 13. Piscifactorías                                                  | No hay mayores dificultades esperadas | –                | –                  | –                  | –                  |
| 14. Política de Transporte                                          | Considerables esfuerzos necesarios    | –                | –                  | –                  | –                  |
| 15. Energía                                                         | Considerables esfuerzos necesarios    | –                | –                  | –                  | –                  |
| 16. Impuestos                                                       | Considerables esfuerzos necesarios    | –                | –                  | –                  | –                  |
| 17. Política Económica y Monetaria                                  | No hay mayores dificultades esperadas | –                | –                  | –                  | –                  |
| 18. Estadísticas                                                    | No hay mayores dificultades esperadas | –                | –                  | –                  | –                  |
| 19. Política Social y Empleo                                        | Considerables esfuerzos necesarios    | –                | –                  | –                  | –                  |
| 20. Política de Empresas e Industrial                               | No hay mayores dificultades esperadas | –                | –                  | –                  | –                  |
| 21. Redes Trans-Europeas                                            | No hay mayores dificultades esperadas | –                | –                  | –                  | –                  |
| 22. Política Regional y Coordinación de Instrumentos Estructurales  | Considerables esfuerzos necesarios    | –                | –                  | –                  | –                  |
| 23. Derechos Judiciales y Fundamentales                             | Considerables esfuerzos necesarios    | –                | –                  | –                  | –                  |
| 24. Justicia, Libertad y Seguridad                                  | Considerables esfuerzos necesarios    | –                | –                  | –                  | –                  |
| 25. Ciencia e Investigación                                         | No hay mayores dificultades esperadas | –                | –                  | –                  | –                  |
| 26. Educación y Cultura                                             | No hay mayores dificultades esperadas | –                | –                  | –                  | –                  |
| 27. Medio ambiente                                                  | Totalmente incompatible con el acervo | –                | –                  | –                  | –                  |
| 28. Protección del Consumidor y de la Salud                         | Esfuerzos adicionales necesarios      | –                | –                  | –                  | –                  |
| 29. Unión de Costumbres                                             | Considerables esfuerzos necesarios    | –                | –                  | –                  | –                  |
| 30. Relaciones Exteriores                                           | No hay mayores dificultades esperadas | –                | –                  | –                  | –                  |
| 31. Política Extranjera, Seguridad y Defensa                        | No hay mayores dificultades esperadas | –                | –                  | –                  | –                  |
| 32. Control Financiero                                              | Muy difícil de adoptar                | –                | –                  | –                  | –                  |
| 33. Previsiones Financieras y Presupuestarias                       | No hay mayores dificultades esperadas | –                | –                  | –                  | –                  |
| 34. Instituciones                                                   | Nada que adoptar                      | –                | –                  | –                  | –                  |
| 35. Otros temas                                                     | Nada que adoptar                      | –                | –                  | –                  | –                  |
| Progreso                                                            |                                       | 0 de 33          | 0 de 33            | 0 de 35            | 0 de 35            |